# Pecluma eurybasis
Pecluma eurybasis är en stensöteväxtart som först beskrevs av Carl Frederik Albert Christensen, och fick sitt nu gällande namn av Michael Greene Price. Pecluma eurybasis ingår i släktet Pecluma och familjen Polypodiaceae. Utöver nominatformen finns också underarten P. e. villosa.